# 77번 미스 김
"77번 미스 김"은 한국에서 제작된 김기덕 감독의 1963년 영화이다. 김지미 등이 주연으로 출연하였고 차태진 등이 제작에 참여하였다.

## 출연

### 주연
- 김지미
- 강신성일
- 태현실

## 기타
- 조명: 박진수
- 미술: 이봉선